# Cercotrichas leucosticta
Cercotrichas leucosticta е вид птица от семейство Мухоловкови (Muscicapidae).

## Разпространение
Видът е разпространен в цялата африканска тропическа гора. Среща се в Сиера Леоне, Либерия, Кот д'Ивоар, Гана, Централноафриканската република и западна Ангола.